# Bristol Beaufighter
Бристоль Бофайтер (англ. Bristol Beaufighter, також англ. Bristol Type 156 Beaufighter) — британський двомісний важкий та нічний винищувач, що перебував на озброєнні Королівських ВПС Великої Британії за часів Другої світової війни. Літак розробила компанія Bristol Aeroplane Company на основі торпедоносця Bristol Beaufort й завдяки відмінній конструкції та тактико-технічним характеристикам здобув велику славу, брав участь на усіх театрах воєнних дій світової війни.

## Історія створення
З приходом Гітлера до влади і зростанням напруги в Європі, Велика Британія почала розширення своїх ВПС, проте першочерговими цілями були бомбардувальники і звичайні винищувачі. Тому в 1938 році, коли Німеччина захопила Австрію і Судетську область, Британія все ще не мала сучасного важкого винищувача для дальніх ескортних місій і нічних вильотів. Усвідомлюючи це, інженери компанії Bristol Рой Федден і Леслі Фрайс з власної ініціативи почали розробку важкого винищувача «Тип 156» на базі торпедоносця Bristol Beaufort, який якраз тоді вперше піднявся в повітря.
Від «Бофорта» на новому літаку залишилася хвостова частина, гондоли двигунів і шасі. Зважаючи на нову роль літака було використано потужніші двигуни, а також встановлено відповідне озброєння і обладнання. Носову частину було вкорочено до площин гвинтів, оскільки для потужніших двигунів використовувались більші гвинти, які перекривались з носом «Бофорта». Чорновий варіант дизайну був готовий за декілька днів і в жовтні 1938 року він був переданий міністерству авіації, внаслідок чого компанія отримала замовлення на виготовлення чотирьох прототипів.
Перший прототип з 14-ти циліндровими радіальними двигунами Bristol Hercules I-SM піднявся в повітря 17 липня 1939 року, а замовлення на побудову 300 серійних «Бофайтерів» було сформоване ще двома тижнями раніше. Другий прототип оснащувався двигунами Hercules I-M, а третій і чи четвертий — Bristol Hercules II. Випробування не показали якихось значних недоліків, але двигуни були визнані не достатньо потужними. Теоретично перший прототип розвивав швидкість 540 км/год, але на ньому не було встановлено жодного обладнання. Теоретичний розрахунок швидкості літака з запланованими для серійного виробництва двигунами Hercules III не показував значного приросту, тому для «Бофайтера» було вибрано двигун Hercules XI. Останній був потужнішою версією Hercules III, але міг використовувати тільки 100-октанове пальне. Перші «Бофайтери» замовлялись для ролі нічного винищувача (Mk.IF), і були оснащений авіаційним радаром AI Mk.IV в носі літака. Озброєння складалось з чотирьох 20-мм гармат в фюзеляжі і шести 7,7-мм кулеметів: чотири в правому крилі і два в лівому. Перша партія, щоправда, була оснащена тільки гарматами.
Для виконання великого замовлення розгорнули три складальні лінії — на заводах Bristol у Філтоні та Вестоні і заводі Fairey в Стокпорті. Філтонська фабрика випустила перші серійні літаки в липні 1940 року, інші дві фабрики — в лютому 1941.
Оскільки двигуни Bristol Hercules також ставились на інші літаки, зокрема бомбардувальники Short Stirling, виникли побоювання зриву виробництва при недостачі, тому почались експерименти з іншими двигунами. Два фюзеляжі «Бофайтера» було передано на завод Rolls-Royce, де на них було встановлено двигуни Rolls-Royce Merlin X. З новими двигунами літак мав дещо кращі льотні характеристики, але зміна центра ваги значно погіршила стабільність. Для вирішення проблеми було випробувано цілий ряд різних змін хвоста літака, фінальна з яких — встановлення горизонтальних поверхонь під діедральним кутом в 12°, врешті вирішила проблему. Нова модифікація отримала позначення Mk.II.
В 1940 році ще була спроба встановити на «Бофайтер» турель Boulton Paul, таким чином перетворивши його на турельний винищувач, який на відміну від Boulton Paul Defiant мав місце для встановлення радара. Але навіть при зменшенні курсового озброєння до двох гармат льотні характеристики літака були надзвичайно поганими і від проєкту відмовились.
На щастя для Bristol виробництво двигунів Hercules не переривалось, а навпаки тільки зростало, зокрема було запущено в серію нову модифікацію Hercules VI. Після випробувань нового двигуна, було ухвалено рішення почати виробництво «Бофайтерів» Mk.VI оснащених цими двигунами, і до кінця 1941 року нова модифікація замінила на складальних лініях старіші. Потужніший двигун дозволив значно розширити арсенал озброєння і обладнання, зокрема кулемети в крилах часто замінювались на паливні баки, під крилами були встановлені підвіси для двох 113 кг бомб або восьми 41 кг ракет. Також потужності вистачало для підвісу стандартних британських авіаційних торпед. Пристосовані для використання торпед Бофайтери також отримали неофіційне прізвисько «Торбо» (англ. «Torbeau»).
До кінця війни було виготовлено 5562 літаки у Великій Британії, і ще 365 в Австралії.

## Основні модифікації

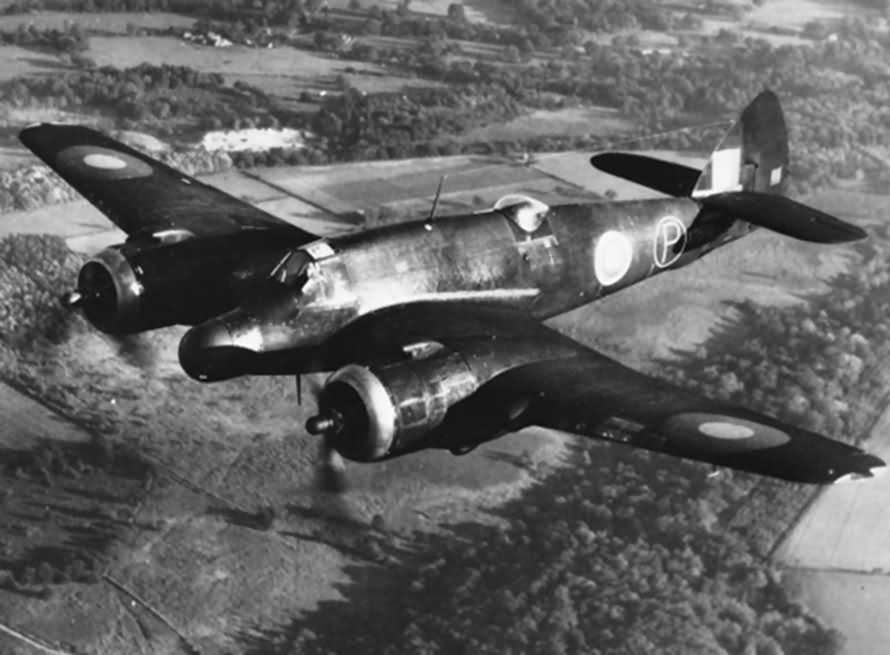
Mk.VIF. Зауважте характерну носову частину з радаром.

- Mk.I — перший серійний варіант оснащений двигунами Hercules III потужністю 1400 к.с (перші 180 літаків) або двигунами Hercules XI потужністю 1590 к.с. Випускався в двох модифікаціях:
  - Mk.IF — винищувальна модифікація з радіолокаційною станцією AI Mk.IV (557 екз.)
  - Mk.IC — модифікація для берегового командування. Оснащувався бомбовими підвісами. (397 екз.)
- Mk.II — варіант винищувача з двигунами Rolls-Royce Merlin XX потужністю 1280 к.с. (450 екз.)
- Mk.V — проєкт винищувача верхньою туреллю Boulton Paul з чотирма кулеметами.
- Mk.VI — оснащувався двигунами Hercules VI (1650 к.с.) або XVI. Випускався в трьох модифікаціях:
  - Mk.VIF — винищувальна модифікація з радіолокаційною станцією AI Mk.VIII (1078 екз.)
  - Mk.VIC — модифікація для берегового командування. (693 екз.)
  - Mk.VIC ITF — варіант торпедоносця. (60 екз.)
- Mk.X TF- штурмовик для берегового командування. Оснащувався двигунами Hercules XVII (1735 к.с.). Мав збільшений боєкомплект. Міг оснащуватись торпедою і бомбами або некерованими ракетами. (2205 екз.)
- Mk.XI TF — Mk.X TF з посиленим крилом, що дозволило збільшити бомбове навантаження. (163 екз.)
- Mk.21 TF — австралійський варіант Mk.X TF. Оснащувався двигунами Hercules XVIII. (365 екз.)

## Історія використання

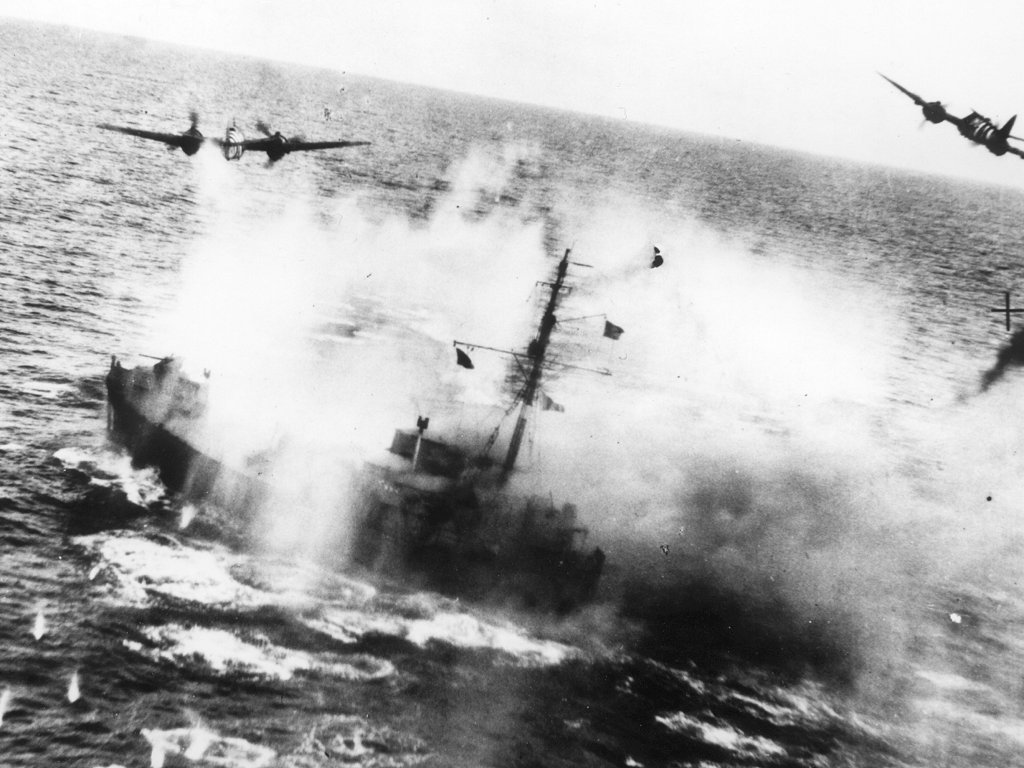
«Бофайтери» атакують німецький корабель.

Першими «Бофайтери» отримали 25-а і 29-а ескадрильї ВПС, обидві отримавши перший літак 2 вересня 1940 року, а вже 17 вересня 29-а ескадрилья була повністю укомплектована. Загалом восени 1940 року новими літаками було озброєно 5 ескадрилей. 19 листопада «Бофайтер» 640-ї ескадрильї нічних винищувачів здобув першу повітряну перемогу підбивши Junkers Ju 88 над Оксфордширом. Проте потужностей радіолокатора AI Mk.IV бракувало і ефективність нічних вильотів була не найвищою, проте з введенням в січні 1941 року наземної системи перехоплювання ситуація змінилась. Наземні служби скеровували «Бофайтери» достатньо близько, і AI Mk.IV могли вловити ворожі бомбардувальники.
Винищувальні модифікації «Бофайтера» також використовувались для дальніх ескортних польотів над Середземномор'ям і Північною Африкою. Для цього наприкінці 1940 року 80 літаків було модифіковано для роботи в пустельній місцевості, а також додано ще один 227 літровий бак всередині фюзеляжу для збільшення дальності польоту. Пізніше баки встановлювались в крилах замість кулеметів.
З травня 1941 року «Бофайтери» були прийняті на озброєння ескадрильями берегового командування. Спочатку вони використовувались як винищувачі, але з часом їх основним завданням стала атака на морські цілі. З початком японського наступу на Бірму «Бофайтери» також почали діяти в Індії, зокрема 176-а ескадрилья обороняла небо над Калькутою.
В кінці 1942 року до бойових частин надійшла торпедоносна модифікація Mk.VI TF. Ними була оснащена 254-та ескадрилья яка в квітні 1943 року змогла потопити два німецькі судна. Також вже було прийнято на озброєння штурмову модифікацію Mk.X TF, і навесні 1943 року вісім ескадрилей, базованих в Шотландії, здійснювали операції над північним морем. Основною їх задачею було знищення конвоїв, що перевозили руду і інші ресурси з Норвегії в Німеччину. При цьому використовувалась тактика комбінованих атак — «Бофайтери» оснащені ракетами подавляли ППО корабля, в цей час «Бофайтери» оснащені торпедами прицільно їх запускали.
Навесні 1944 року, перед висадкою в Нормандії, більшість ескадрилей було задіяно до патрулювання і атаки німецьких кораблів в Ла-Манші.
Штурмовий варіант «Бофайтера» використовувався і на Середземноморському театрі бойових дій, зокрема 8 вересня 1944 року ракетною атакою був потоплений лайнер «Рекс». Після війни «Бофайтер» Британських ВПС ще декілька років використовувався як буксир для мішеней.
Ще до початку власного виробництва Королівські австралійські ВПС отримали 218 «Бофайтерів», які успішно використовувались для боротьби з японськими кораблями поблизу Нової Гвінеї. Австралійські Mk.21 TF стояли на озброєнні до 1950 року.
Також невелика кількість «Бофайтерів» використовувалась ВПС інших країн. ВПС Туреччини мали 24 літаки, ВПС Португалії — 16, ВПС Домініканської республіки — 10. Ще декілька «Бофайтерів» мав Ізраїль.

## Тактико-технічні характеристики

Схематичне зображення важкого винищувача «Бристоль Бофайтер»

### Технічні характеристики
|                                       | Mk.IC                   | Mk.VIC                  | Mk.X TF                   | Mk.21 TF                   |
| ------------------------------------- | ----------------------- | ----------------------- | ------------------------- | -------------------------- |
| Довжина                               | 12,50 м                 | 12,70 м                 | 12,70 м                   | 12,94 м                    |
| Висота                                | 4,83 м                  | 4,83 м                  | 4,83 м                    | 4,83 м                     |
| Розмах крил                           | 17,63 м                 | 17,63 м                 | 17,63 м                   | 17,63 м                    |
| Площа крил                            | 46,73 м²                | 46,73 м²                | 46,73 м²                  | 46,73 м²                   |
| Маса порожнього                       | 6381 кг                 | 6223 кг                 | 7076 кг                   | 6895 кг                    |
| Маса спорядженого                     | 9500 кг                 | 9798 кг                 | 11 521 кг                 | 11 080 кг                  |
| Двигуни                               | 2 × Bristol Hercules XI | 2 × Bristol Hercules VI | 2 × Bristol Hercules XVII | 2 × Bristol Hercules XVIII |
| Потужність                            | 2 × 1590 к. с.          | 2 × 1650 к.с.           | 2 × 1735 к.с.             | 2 × 1665 к.с.              |
| Максимальна швидкість                 | 531 км/г                | 536 км/г                | 515 км/г                  | 531 км/г                   |
| Операційна дальність                  | -                       | 2380 км                 | 2370 км                   | -                          |
| Дальність польоту з підвісними баками | -                       | 2910 км                 | 2815 км                   | 2910 км                    |
| Практична стеля                       | 7600 м                  | 8080 м                  | 5800 м                    | -                          |
| Швидкопідйомність                     | -                       | 10,5 м/с                | 8,2 м/с                   | -                          |

### Озброєння

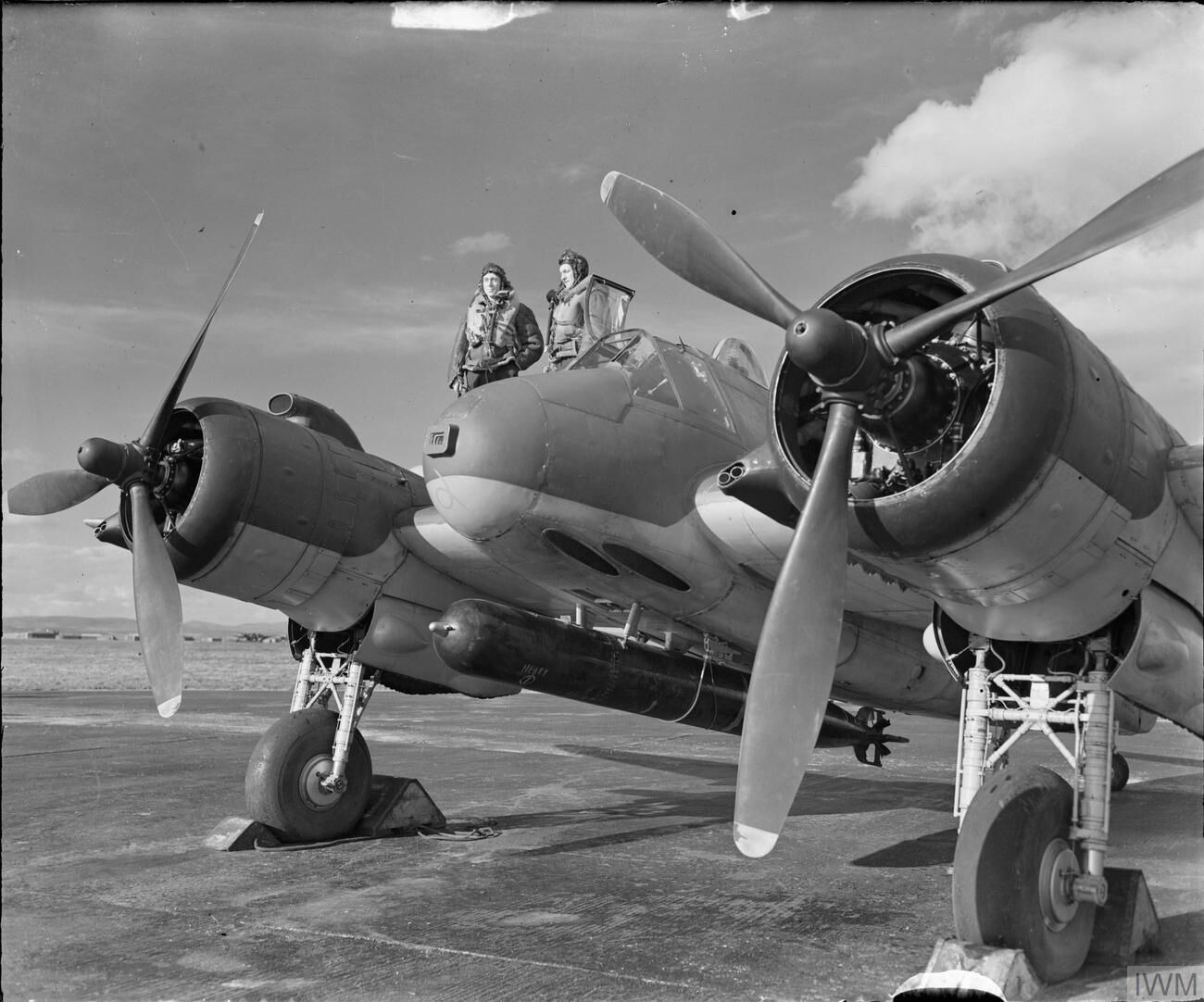
«Бофайтер» Mk.VIС ITF 144-ї ескадрильї з підвішеною торпедою.

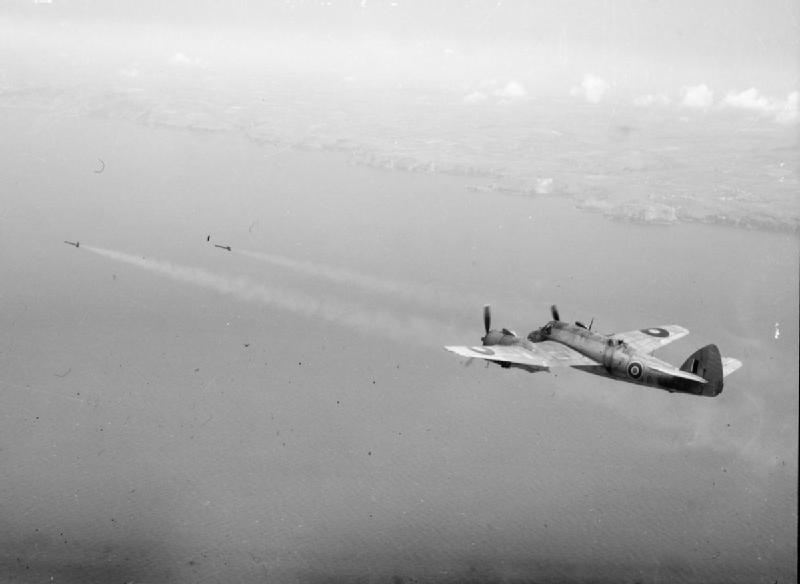
«Бофайтер» запускає некеровані ракети.

Стрілецьке
- Mk.I, Mk.II, Mk.VI:
  - 4 × 20 мм гармати Hispano-Suiza (боєкомплект 240 патронів на ствол)
  - 6 × 7,7 мм кулемети Browning М1919
- Mk.X, Mk.XI:
  - 4 × 20 мм гармати Hispano-Suiza (боєкомплект 280 патронів на ствол)
  - 1 × 7,7 мм кулемет Browning М1919/Vickers K в верхній турелі.
- Mk.21:
  - 4 × 20 мм гармати Hispano-Suiza (боєкомплект 280 патронів на ствол)
  - 4 × 12,7 мм кулемети Browning М1919

Бомбове
- Mk.VIC ITF:
  - 1 × 702 кг торпеда
- Mk.X TF, Mk.21 TF:
  - 1 × 702 кг торпеда
  - 2 × 113 кг бомби
  - 8 некерованих ракет
- Mk.X TF:
  - 1 × 702 кг торпеда
  - 2 × 454 кг бомби
  - 8 некерованих ракет